# Western (strip)
Western is een Franco-Belgische one-shot-strip, geschreven door Jean Van Hamme en getekend door Grzegorz Rosinski. Het album verscheen voor het eerst in mei 2001 in de collectie  Getekend (Signé) van uitgeverij Le Lombard. De makers werkten al eerder samen voor de reeks Thorgal en het verhaal De Chninkel.

## Verhaal
Wyoming, 19e eeuw. De rijke Ambrosius Van Deer begeeft zich naar Fort Laramie, waar hij een afspraak heeft met Jess Chisum. Tien jaar geleden is Ambrosius' neefje Eddie namelijk ontvoerd door indianen, en Chisum beweert dat hij Eddie heeft teruggevonden. Dit blijkt echter een list: Chisum heeft namelijk zijn kleine broertje Nate uitgedost als indiaan, om zo de hoge beloning die Van Deer beloofd heeft aan de vinder van zijn neef op te strijken. Het komt tot een schietpartij waarbij Jess het leven laat en Nate zelf Van Deer verwondt met een kogel. Nate slaat op de vlucht en leidt een leven als zwerver. Na jarenlange omzwervingen komt hij terecht op de gigantische ranch van de familie Van Deer, waar Ambrosius' dochter Cathy nu de plak zwaait.

## Analyse
Western is zowel een cowboy-strip met veel actie en geweld als een familie-epos over twee eenzame zoekende mensen. Tekenaar Rosinski hanteert een sobere tekenstijl met spaarzaam gebruik van bruin, groen en virtuoze witaccenten.